# 파키스탄의 재외공관 목록

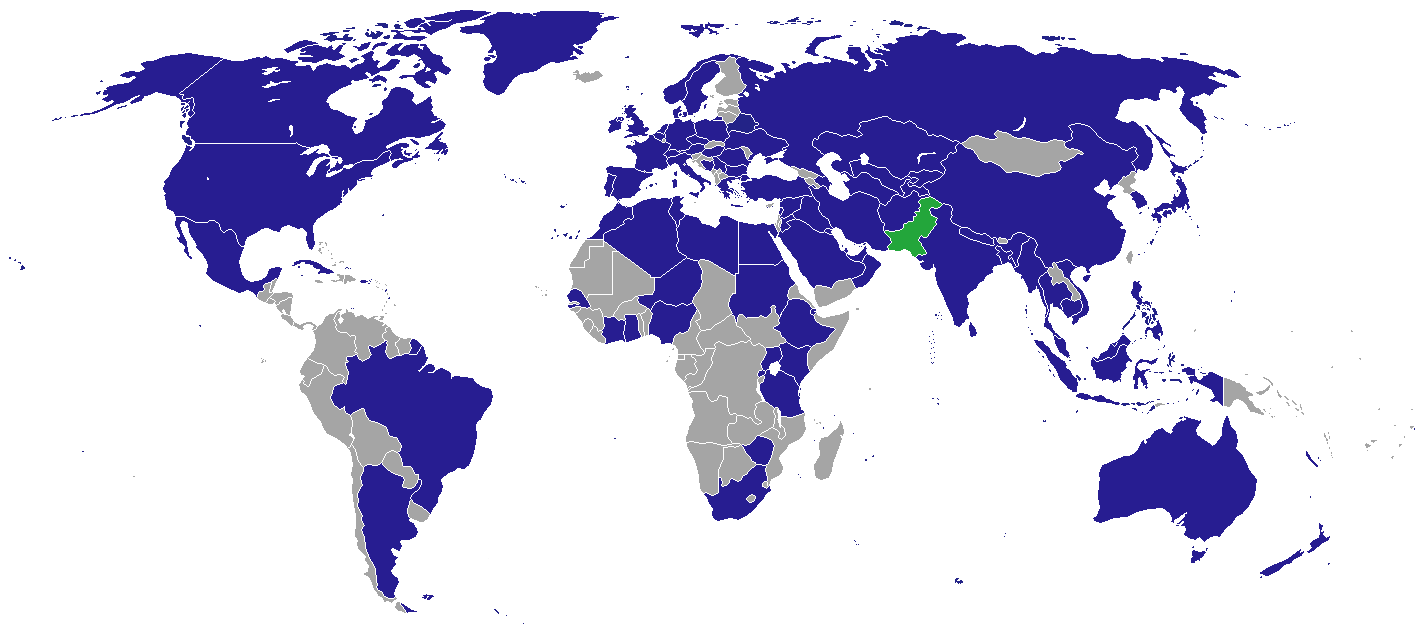
파키스탄의 재외공관

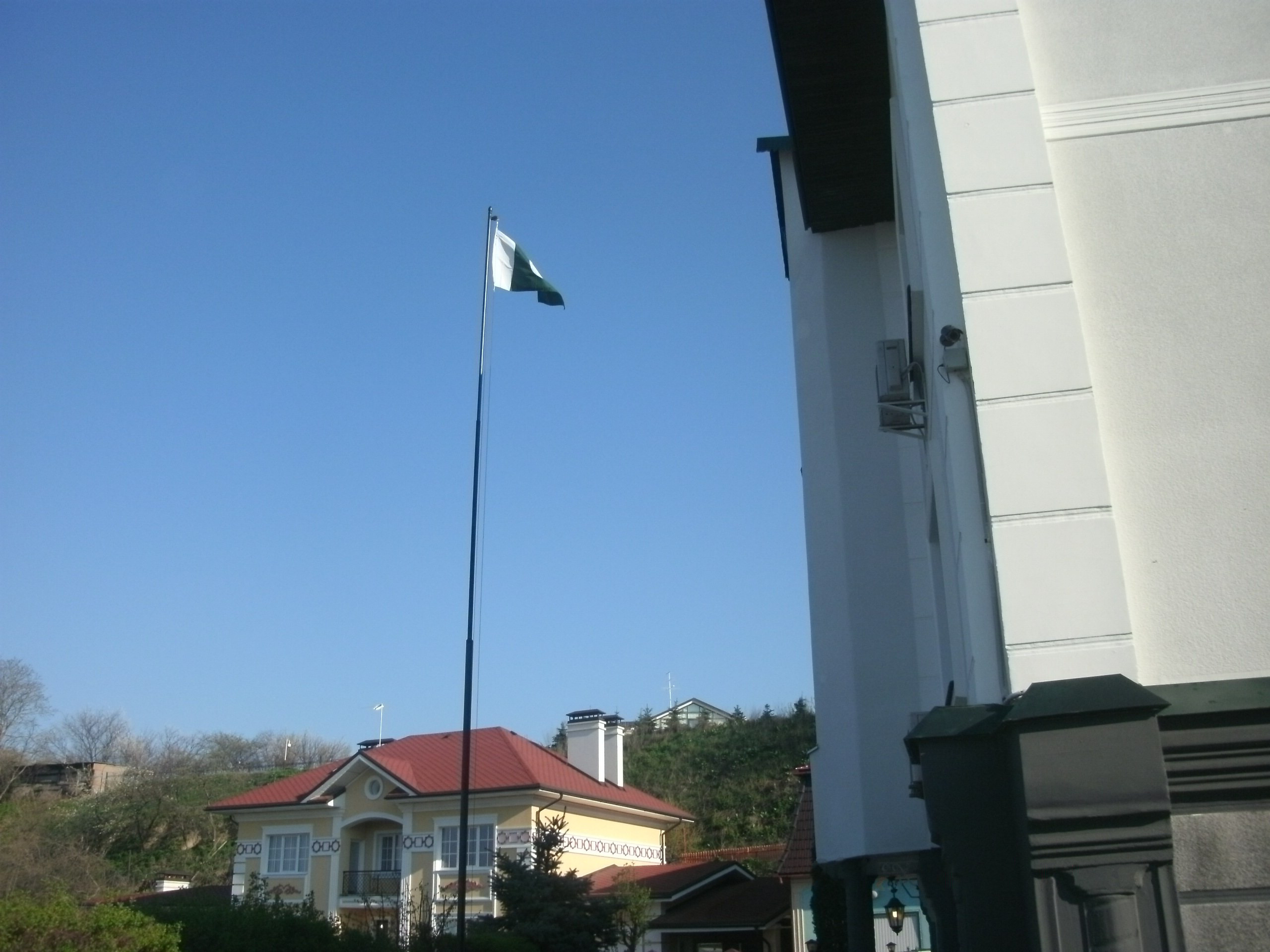
키이우 주재 파키스탄 대사관

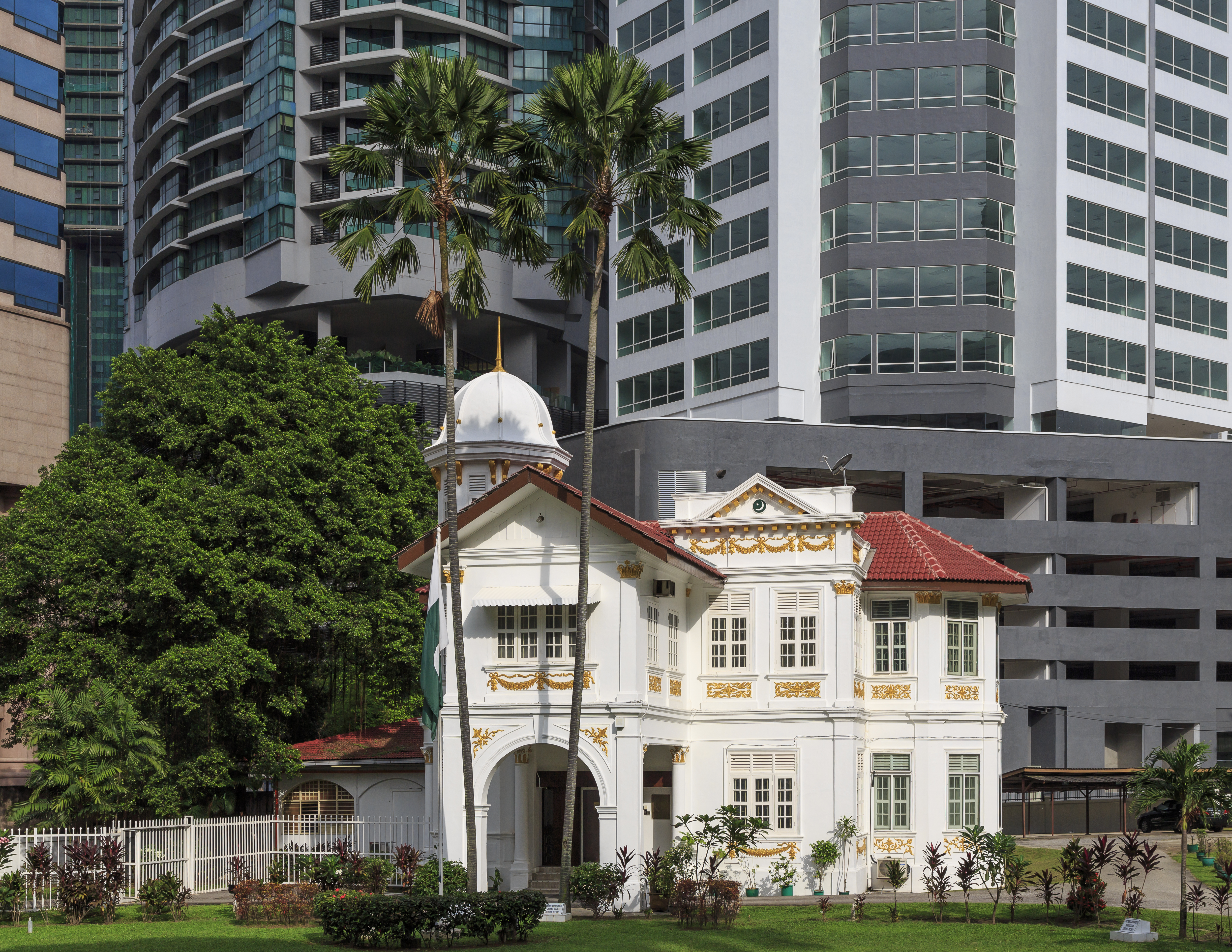
쿠알라룸푸르 주재 파키스탄 고등판무관 사무소

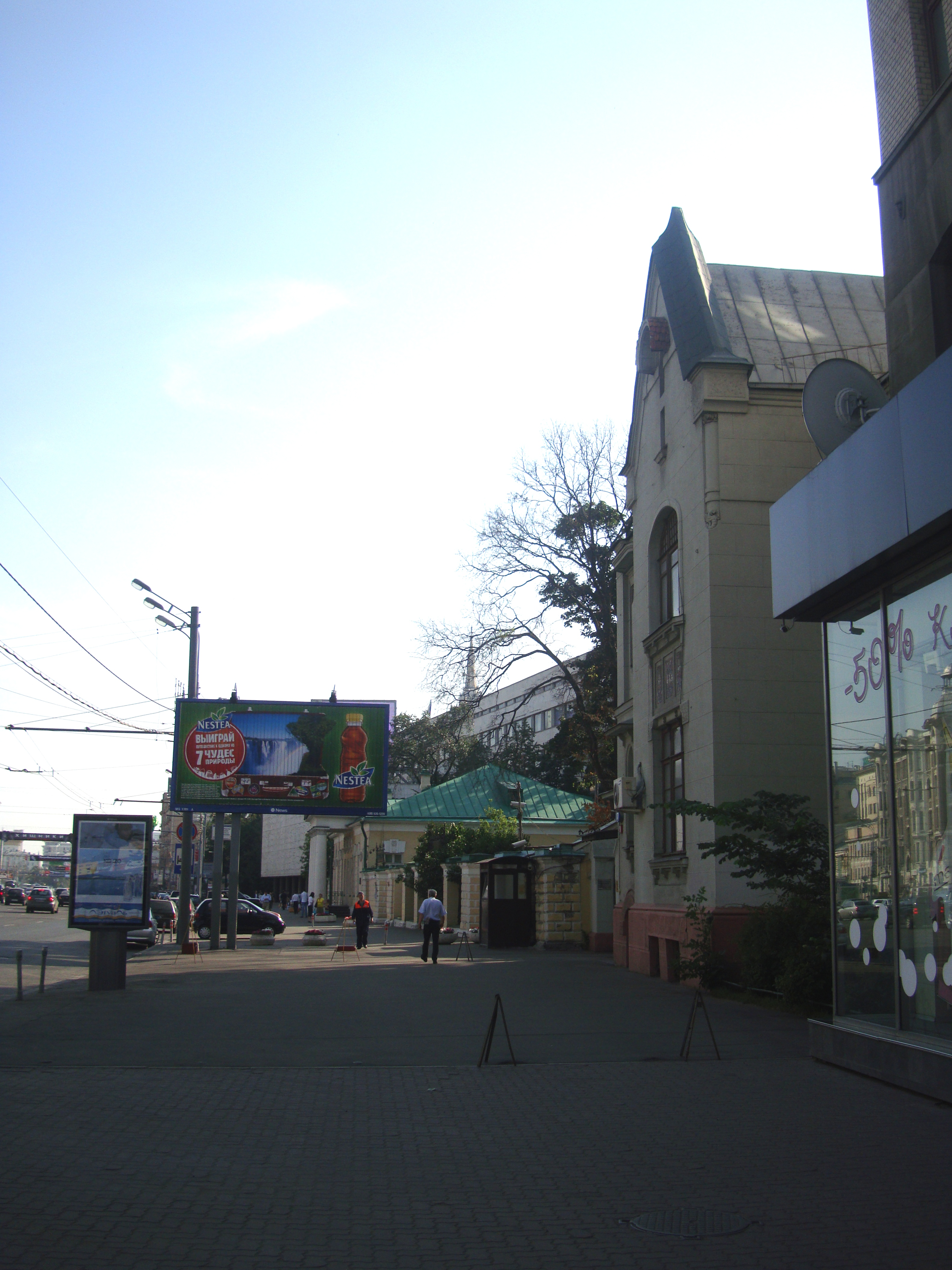
모스크바 주재 파키스탄 대사관

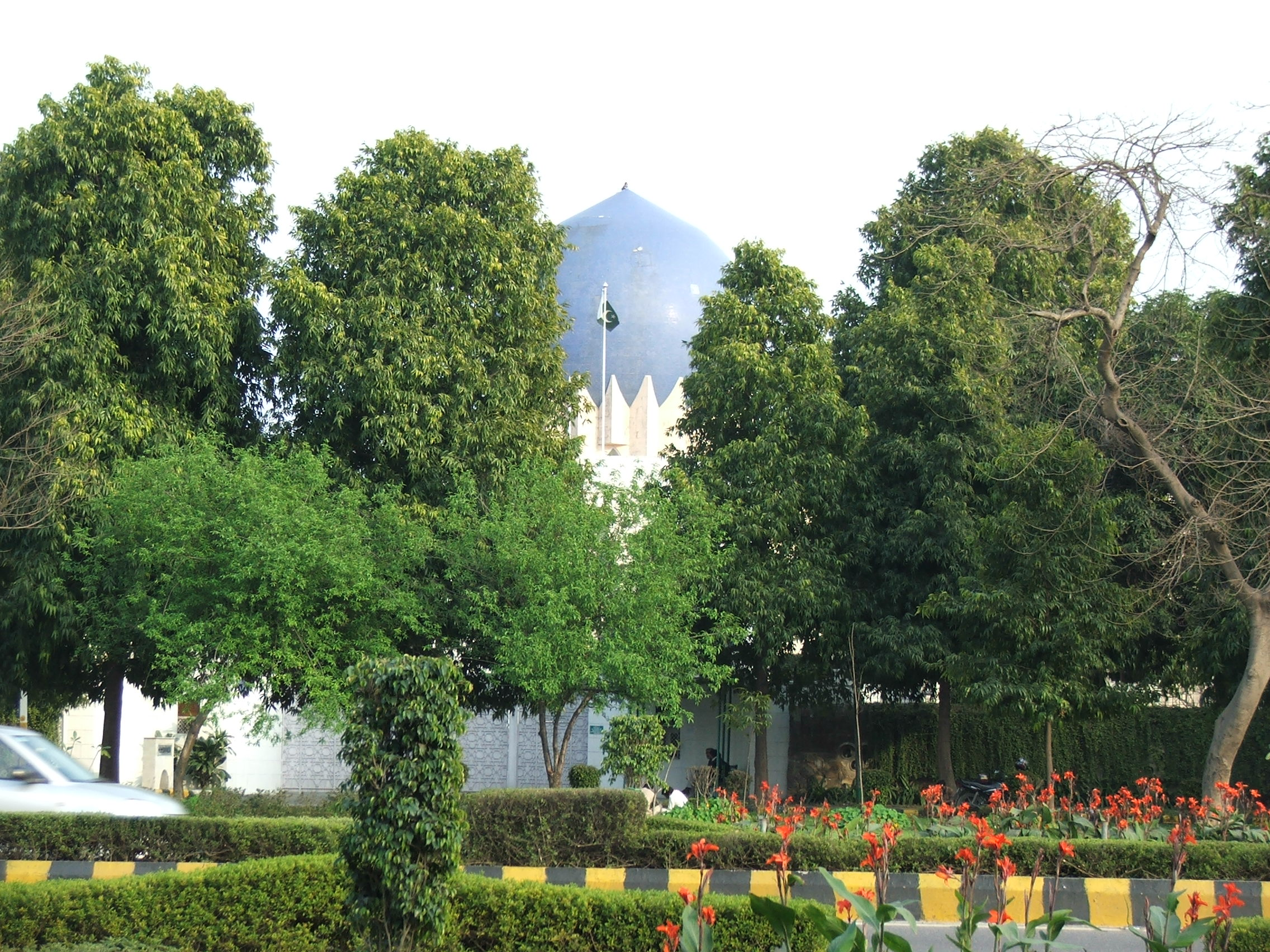
뉴델리 주재 파키스탄 고등판무관 사무소

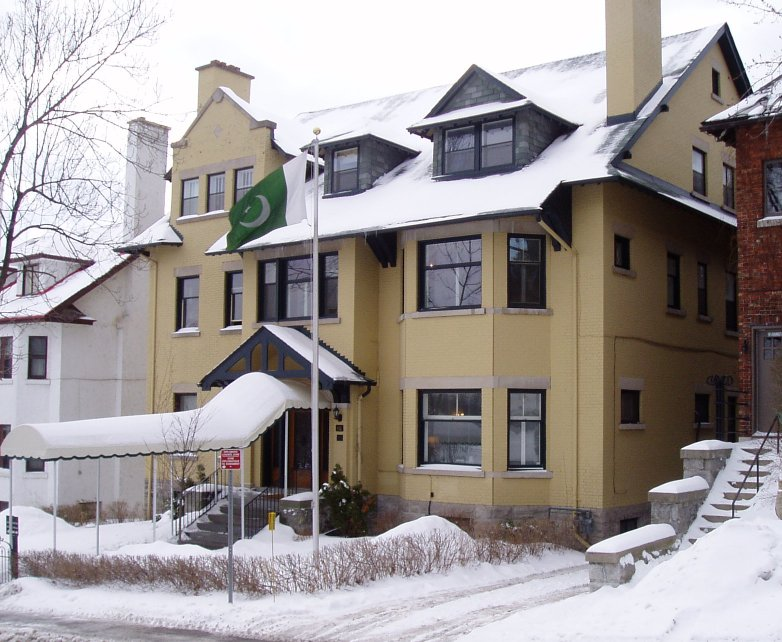
오타와 주재 파키스탄 고등판무관 사무소

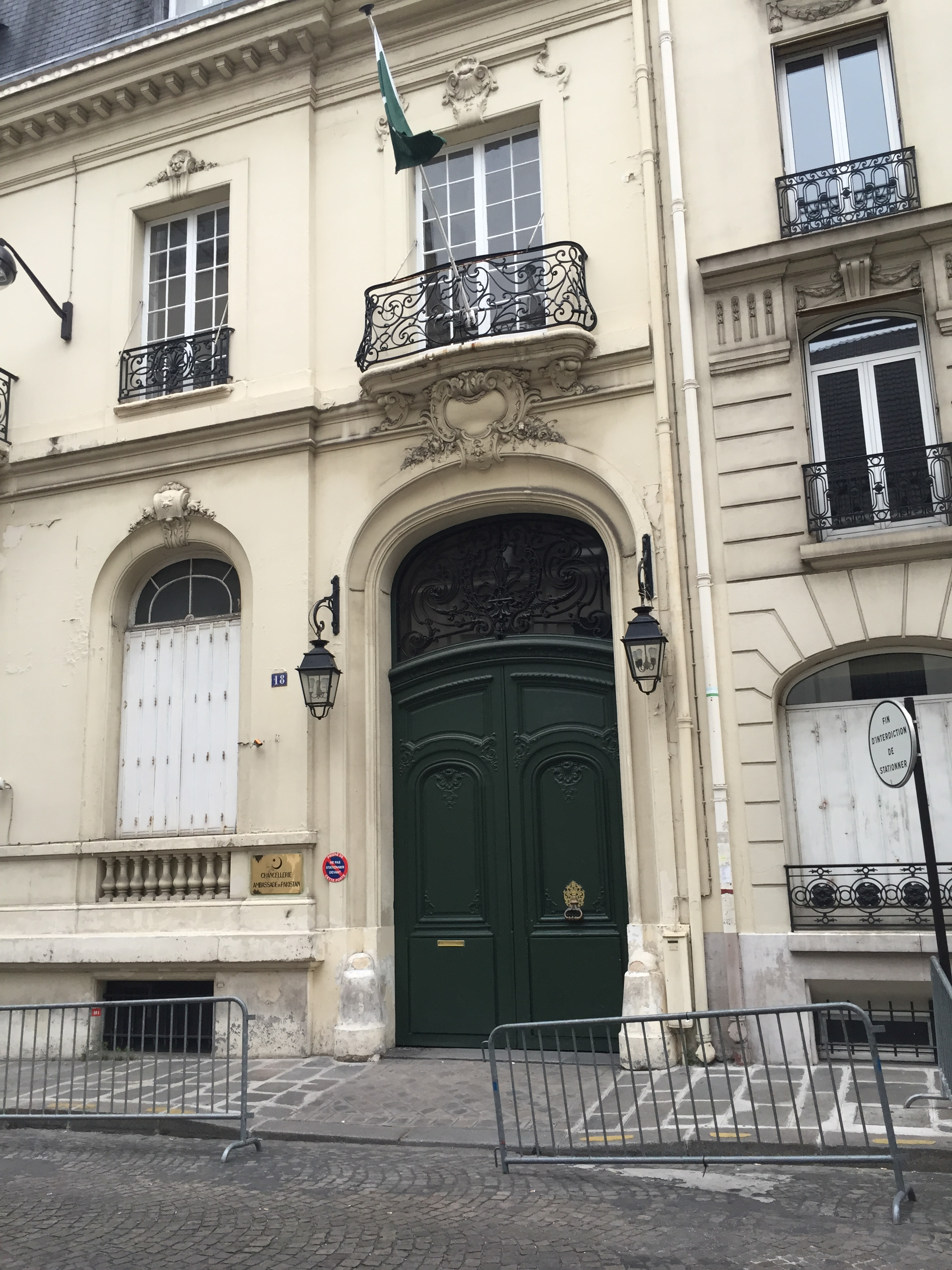
파리 주재 파키스탄 대사관

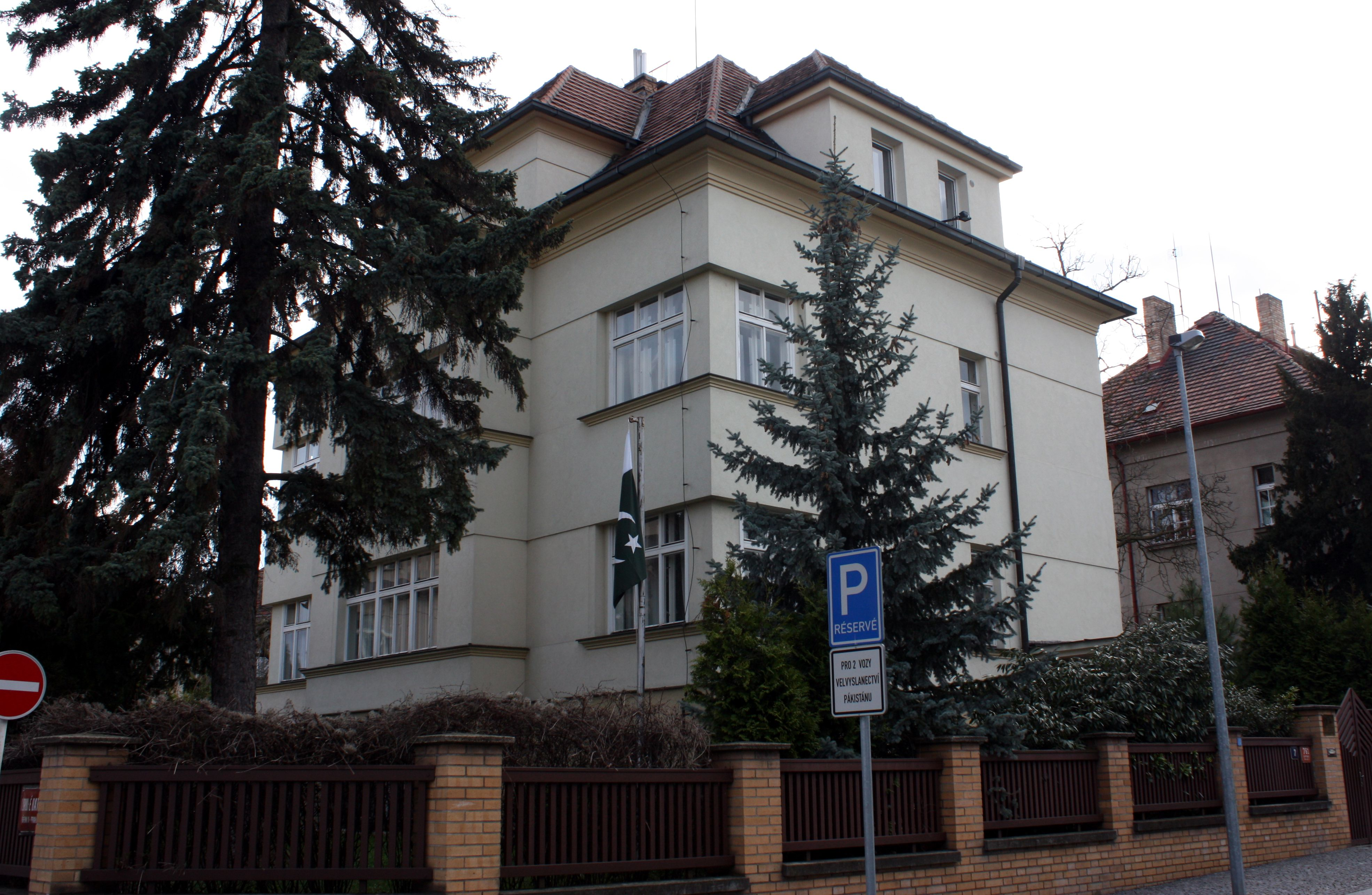
프라하 주재 파키스탄 대사관

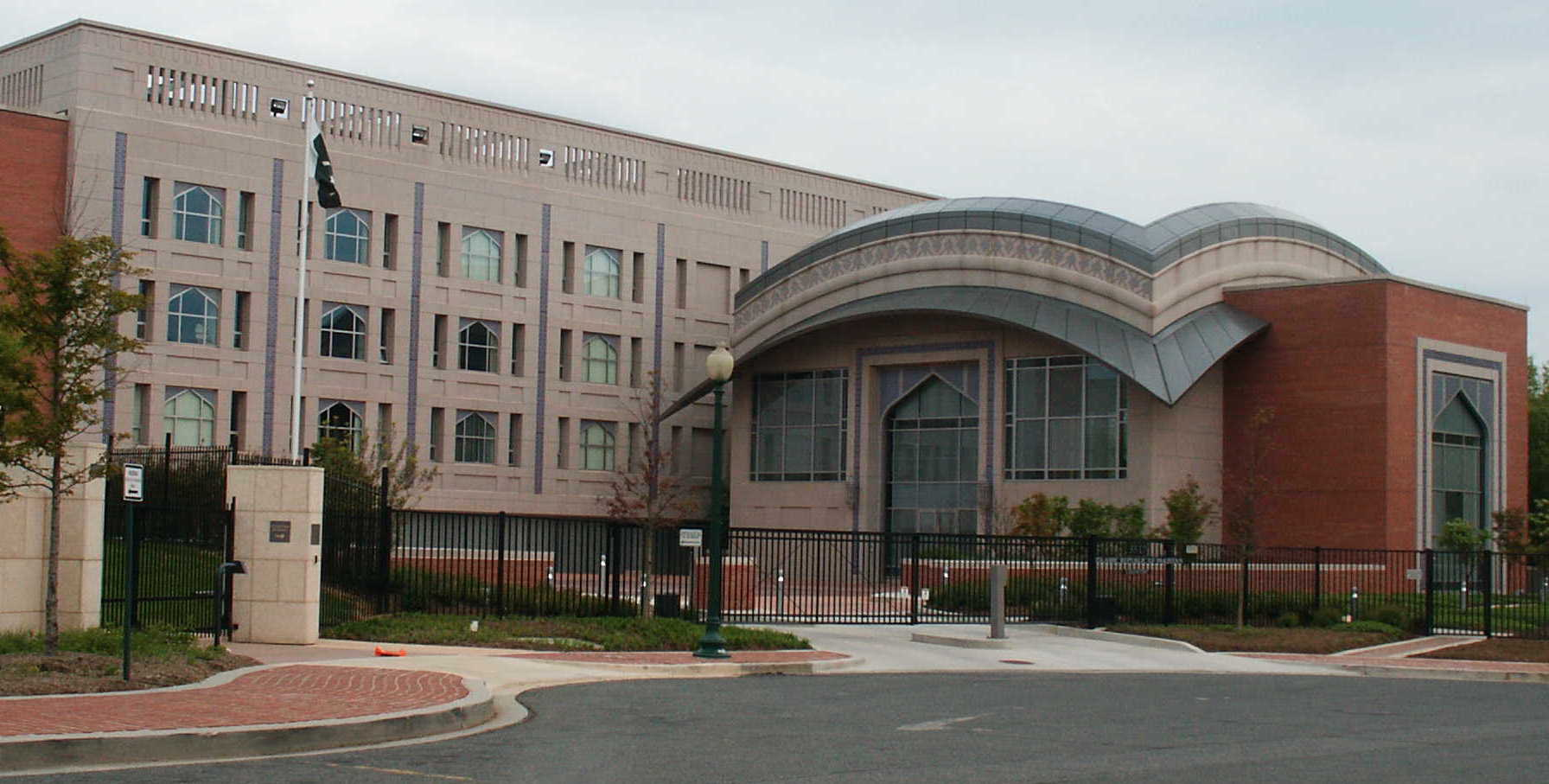
워싱턴 D.C. 주재 파키스탄 대사관

파키스탄의 재외공관 목록은 파키스탄 주재 대사관과 고등판무관 사무소를 각국에 상주시켜 놓는 것을 의미하며 파키스탄의 재외공관을 나열한 목록이다.

## 아프리카
- 알제리 : 알제 (대사관)
- 이집트 : 카이로 (대사관)
- 에티오피아 : 아디스아바바 (대사관)
- 케냐 : 나이로비 (고등판무관 사무소)
- 리비아 : 트리폴리 (대사관)
- 모리셔스 : 포트루이스 (고등판무관 사무소)
- 모로코 : 라바트 (대사관)
- 니제르 : 니아메 (대사관)
- 나이지리아 : 아부자 (고등파무관 사무소)
- 세네갈 : 다카르 (대사관)
- 남아프리카 공화국 : 프리토리아 (고등판무관 사무소)
- 수단 : 하르툼 (대사관)
- 탄자니아 : 다르에스살람 (고등판무관 사무소)
- 튀니지 : 튀니스 (대사관)
- 짐바브웨 : 하라레 (대사관)

## 아메리카
- 아르헨티나 : 부에노스아이레스 (대사관)
- 브라질 : 브라질리아 (대사관)
- 캐나다 : 오타와 (고등판무관 사무소), 몬트리올 (총영사관), 토론토 (총영사관), 밴쿠버 (총영사관)
- 칠레 : 산티아고 (대사관)
- 쿠바 : 아바나 (대사관)
- 멕시코 : 멕시코시티 (대사관)
- 미국 : 워싱턴 D.C. (대사관), 보스턴 (총영사관), 시카고 (총영사관), 휴스턴 (총영사관), 로스앤젤레스 (총영사관), 뉴욕 (총영사관)

## 아시아
- 아프가니스탄 : 카불 (대사관), 헤라트 (총영사관), 잘랄라바드 (총영사관), 칸다하르 (총영사관), 마자르이샤리프 (총영사관)
- 아제르바이잔 : 바쿠 (대사관)
- 바레인 : 마나마 (대사관)
- 방글라데시 : 다카 (고등판무관 사무소)
- 브루나이 : 반다르스리브가완 (고등판무관 사무소)
- 캄보디아 : 프놈펜 (대사관)
- 중화인민공화국 : 베이징시 (대사관), 청두시 (총영사관), 광저우시 (총영사관), 홍콩 (총영사관), 상하이시 (총영사관)
- 인도 : 뉴델리 (고등판무관 사무소)
- 인도네시아 : 자카르타 (대사관)
- 이란 : 테헤란 (대사관), 마슈하드 (영사관), 자헤단 (영사관)
- 이라크 : 바그다드 (대사관)
- 일본 : 도쿄도 (대사관), 오사카시 (영사관)
- 요르단 : 암만 (대사관)
- 카자흐스탄 : 아스타나 (대사관)
- 조선민주주의인민공화국 : 평양직할시 (대사관)
- 대한민국 : 서울특별시 (대사관)
- 쿠웨이트 : 쿠웨이트시티 (대사관)
- 키르기스스탄 : 비슈케크 (대사관)
- 레바논 : 베이루트 (대사관)
- 말레이시아 : 쿠알라룸푸르 (고등판무관 사무소)
- 몰디브 : 말레 (고등판무관 사무소)
- 미얀마 : 양곤 (대사관)
- 네팔 : 카트만두 (대사관)
- 오만 : 무스카트 (대사관)
- 필리핀 : 마닐라 (대사관)
- 카타르 : 도하 (대사관)
- 사우디아라비아 : 리야드 (대사관), 지다 (총영사관)
- 싱가포르 : 싱가포르 (고등판무관 사무소)
- 스리랑카 : 콜롬보 (고등판무관 사무소)
- 시리아 : 다마스쿠스 (대사관)
- 타지키스탄 : 두샨베 (대사관)
- 태국 : 방콕 (대사관)
- 튀르키예 : 앙카라 (대사관), 이스탄불 (총영사관)
- 투르크메니스탄 : 아시가바트 (대사관)
- 아랍에미리트 : 아부다비 (대사관), 두바이 (총영사관)
- 우즈베키스탄 : 타슈켄트 (대사관)
- 베트남 : 하노이 (대사관)
- 예멘 : 사나 (대사관)

## 유럽
- 오스트리아 : 빈 (대사관)
- 벨기에 : 브뤼셀 (대사관)
- 보스니아 헤르체고비나 : 사라예보 (대사관)
- 불가리아 : 소피아 (대사관)
- 체코 : 프라하 (대사관)
- 덴마크 : 코펜하겐 (대사관)
- 프랑스 : 파리 (대사관)
- 독일 : 베를린 (대사관), 프랑크푸르트암마인 (총영사관)
- 그리스 : 아테네 (대사관)
- 헝가리 : 부다페스트 (대사관)
- 아일랜드 : 더블린 (대사관)
- 이탈리아 : 로마 (대사관), 밀라노 (총영사관)
- 네덜란드 : 헤이그 (대사관)
- 노르웨이 : 오슬로 (대사관)
- 폴란드 : 바르샤바 (대사관)
- 포르투갈 : 리스본 (대사관)
- 루마니아 : 부쿠레슈티 (대사관)
- 러시아 : 모스크바 (대사관)
- 세르비아 : 베오그라드 (대사관)
- 스페인 : 마드리드 (대사관), 바르셀로나 (총영사관)
- 스웨덴 : 스톡홀름 (대사관)
- 스위스 : 베른 (대사관)
- 우크라이나 : 키이우 (대사관)
- 영국 : 런던 (고등판무관 사무소), 맨체스터 (총영사관), 버밍엄 (영사관), 브래드퍼드 (영사관), 글래스고 (영사관)

## 오세아니아
- 오스트레일리아 : 캔버라 (고등판무관 사무소), 시드니 (총영사관)
- 뉴질랜드 : 웰링턴 (고등판무관 사무소)

## 대표부
- EU 파키스탄 정부 대표부 : 브뤼셀
- UN 파키스탄 정부 대표부 : 빈, 제네바, 뉴욕
- UNESCO 파키스탄 정부 대표부 : 파리

## 같이 보기
- 파키스탄 주재 외국공관 목록
- 파키스탄의 대외 관계